# Anders Nordström (jurist)
Lars Anders Nordström, född 11 april 1943, död 12 mars 2013 i Jönköping, är en svensk jurist som var lagman i Jönköpings tingsrätt från 1990 till 2008.
Nordström utnämndes till hovrättsråd i Göta hovrätt 31 oktober 1985. Han utnämndes till lagman i Jönköpings tingsrätt 23 augusti 1990. Nordström är begraven på Dunkehalla kyrkogård.